# Bafilomicin
Bafilomicini su familija toksičnih makrolidnih antibiotika izvedenih iz Streptomyces griseus. Ta jedinjenja imaju zajedničku fermentaciju i veoma slično biološko dejstvo. Bafilomicini su specifični inhibitori vakuolarnog tipa H+-ATPaza.